# KBCラジオ
KBCラジオ（ケイビーシーラジオ）は、九州朝日放送 （KBC）におけるラジオ部門。コールサインはJOIF（福岡 AM：1413kHz FM：90.2MHz）、社史は九州朝日放送#沿革を参照。
キャッチフレーズは2024年（令和6年）4月より『KBCRADIO 90.2』としている。

## ネットワークの変遷
KBCラジオは開局当初、朝日放送ラジオ、及び朝日放送ラジオと同じ系列のラジオ東京（JOKR。現在のTBSラジオ）と実質的なネットワークを組んでいたが、同時に文化放送（JOQR）とも実質的なネットワークを組んでいた。このため、福岡発のスポーツ番組やニュース素材などは、TBSラジオ向けと文化放送向けの二重制作を行っていた。ただし、RKBラジオの編成から外れたニッポン放送（JOLF）やラジオ関東（現：RFラジオ日本。JORF）の番組も個別に編成することがあった。
やがて、TBSはRKB毎日放送とテレビネットを通じて、包括業務提携を結ぶ事となり、1964年（昭和39年）、RKBラジオはMBSラジオと共に、TBSラジオと暫定ネットワークに関する業務提携を締結。翌年、JRNに発展した。
これに対して、文化放送とニッポン放送はKBCラジオに、NRNへの加盟を要請。KBCラジオはキー局による全国スポンサーの開拓を条件に受諾。発足と同時に加盟した。
自社制作比率は70.1%（2019年（平成31年）4月現在）と高く、他局へネットされている番組もある。その一方で、ネット番組比率が低く（おおよそ30%弱）、在京キー局発の番組のネットを行わない傾向がある。
番組宛てのメールアドレスは[番組名]@kbc.co.jpで、番組宛FAX番号は福岡092-722-4242で、一部番組では「なにによによに」とアナウンスされる。

## データ
24時間放送を実施。月曜（日曜深夜）未明 1:30 - 4:00はメンテナンスのため放送休止。4:00から放送開始（NRN単独加盟局はほとんどが5:00開始が基本である）。月曜以外は5:00基点。
AMステレオ放送は福岡本局のみ1992年4月1日に開始したが、受信機が普及しなかったこと、同放送の対応受信機の発売が開始当初から時間が経つに連れ非常に少なくなったことが主な原因により、開始から15年を経過する2007年4月1日の放送を最後に終了し、モノラル放送に戻すことが2006年11月に発表され、予告通り実施された。AMステレオ放送自体を取り止めたのは当局が初めてであった。
FM補完中継局は2015年9月2日に予備免許が交付され、2016年3月28日 13:00に本放送を開始。なお、このFM開局を記念し、RKBラジオと共同制作で『熱ラジ!』を2局同時生放送。
radikoでの配信は、2011年4月22日に試験放送を開始し、同年10月24日に福岡県内で本配信を開始した。2014年4月1日からradikoプレミアムでの配信が始まり、福岡県外からもKBCラジオをradikoプレミアムを介して聴取できるようになった。
2021年12月6日から佐賀県に配信エリアを拡大し、佐賀県でも基本サービスのみで聴取できるようになった。
将来的には、2028年秋までにFM局への転換を目指すとしており、AM停波実証実験として、2024年2月5日より2025年1月31日まで行橋のAM送信所を停波する。

### 送信所
| AM放送      | AM放送   | AM放送  | AM放送     | AM放送 |
| 親局        | 呼出符号 | 周波数  | 空中線電力 | 送信所概要 （技術情報） |
| ----------- | -------- | ------- | ---------- | --- |
| 福岡        | JOIF     | 1413kHz | 50kW       | - 送信アンテナ：100m長円管柱（基部高4.5m、地上高104.5m）、 直径45.72cm（施工：電気興業） - 局舎：鉄筋コンクリート（縦17m、横20m） - STLアンテナ：本体アンテナ部の高さ86.3mに2m鏡面パラボラアンテナ - 放送機：RM-55GS（東芝）×2 （2010年度内に全面更新。更新機器も東芝製） - AMステレオエキサイター：AX-10 （ブロードキャスト・エレクトロニクス社。現在は使用停止） |
| 中継局      | 呼出符号 | 周波数  | 空中線電力 | 送信所概要 （技術情報） |
| 北九州      | JOIL     | 720kHz  | 1kW        | - 送信アンテナ：100m長円管柱 （朝日ケ丘時代は65m円管柱であった） - 局舎：鉄筋コンクリート - 放送機：RM2301S（東芝） |
| 大牟田      | JOIM     | 1485kHz | 100W       | - 送信アンテナ：45m円管柱（頂冠） - 局舎：鉄筋コンクリート - 放送機：JBC-2A（JRC） |
| 行橋        |          | 1485kHz | 100W       | - 送信アンテナ：60m円管柱（頂冠） - 局舎：鉄筋コンクリート - 放送機：NBW-8（NEC） |
| FM放送      |          |         |            | |
| 中継局      | 呼出符号 | 周波数  | 空中線電力 | 送信所概要 （技術情報） |
| KBC福岡FM   |          | 90.2MHz | 1kW        | |
| KBC北九州FM |          | 94.0MHz | 250W       | |
| KBC行橋FM   |          | 92.7MHz | 30W        | |
| KBC糸島FM   |          | 93.0MHz | 100W       | |

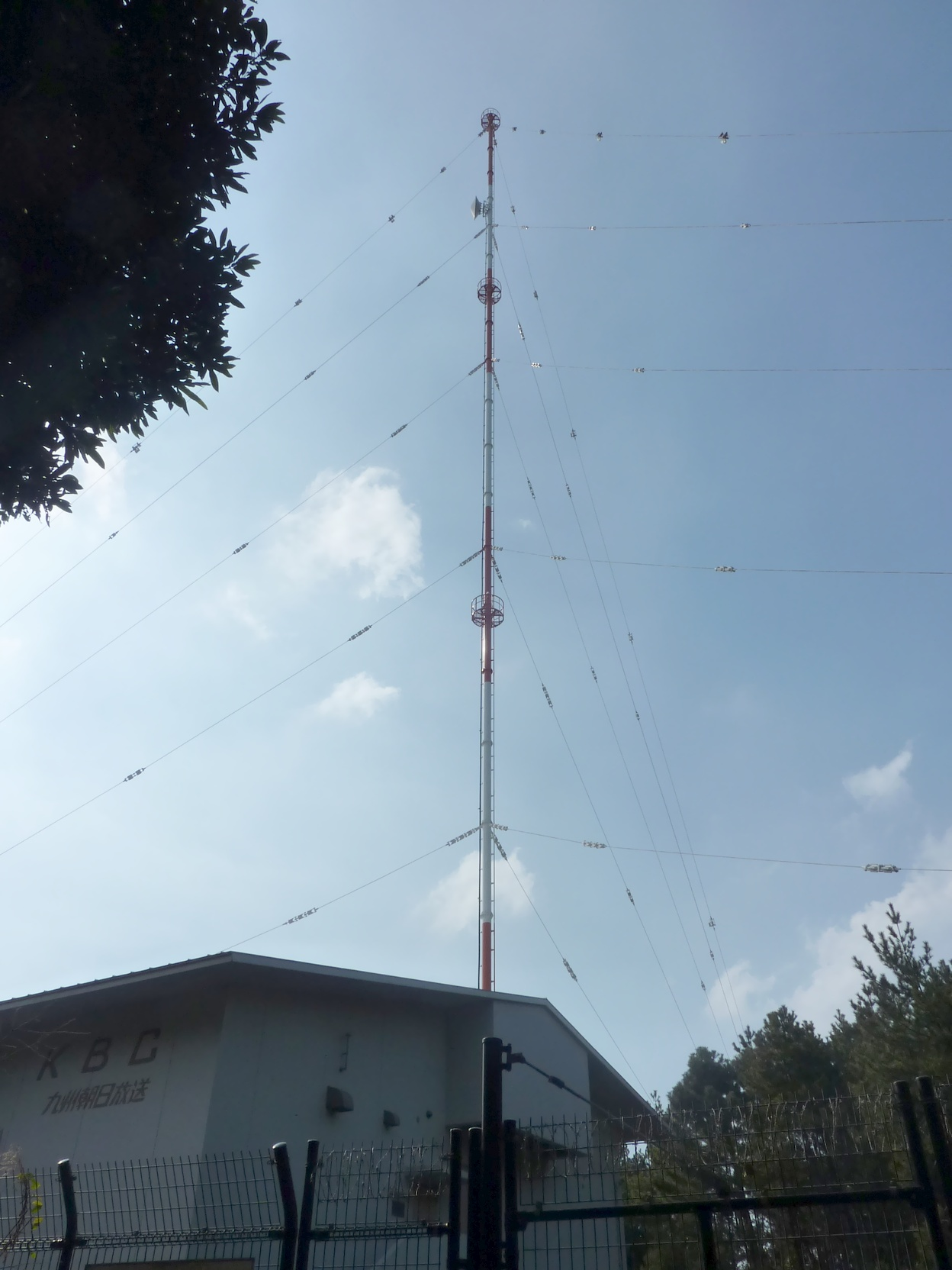
福岡ラジオ局（奈多ラジオ送信所）

### スタジオ
- 第1スタジオ　3階　観客を入れて公開収録が可能。またテレビ「ドォーモ」のスタジオとしても使用されていた[11]。「ドォーモ」終了後はセットを残し、テレビ「タグるヨル」「ちょこっとシリタカ!」などを収録している。
- 第2スタジオ  3階　生ワイド用 しゃべりずき・アサデスラジオ・PAO〜N・夕方じゃんじゃん・KBC長浜横丁など
- 第3〜第6スタジオ  3階　主に録音用

この他にラジオニュース用のアナブースが存在し、ワイド番組に内包されない定時ニュースなどに使用されている

#### テレビとの共通
- 1Fロビーから、よくばりミルキィ（テレビ ※2015年9月終了。）、ラジオチャリティーミュージックソンなどを放送する

### 備考
- ラジオカーの愛称は「ひまわり号」だったが、2019年1月より「アイタカー」に変更し、リポーターの愛称をアイタガールとした。
- 朝日新聞西部本社版の朝刊中面の周波数案内では、北九州局が福岡本局よりも先に書かれている（※ワイドFM本放送がスタートした2016年3月28日以降、朝日・毎日は福岡本局の周波数に変更された。ただし産経新聞の周波数案内では、北九州局が福岡本局よりも先に書かれている）。
- 一時期、平日11時、12時、16時、22時、0時などの『朝日新聞ニュース』は、山口放送（KRYラジオ）に同時ネットされ、同局とのサイマル放送を行っていた。これは、開局当初の山口放送に全国ニュースを集めるまでの力がなく、当時、開局や制作において協力関係のあったニッポン放送や九州朝日放送の力を借りたもののうちのひとつである。これが所以してか、NRNは1965年の発足と同時に加盟しているが、JRNへの加盟は遅れて1982年になってからである。
- 1970年代後半から1980年代前半にかけて、「あたたかい心がふれあう KBCラジオ」というキャッチフレーズが使用されていた。
- 2012年から2016年頃まで「まいくん」というマイクを模したPRキャラクターが登場していた。

### オープニング・クロージング
オープニング・ジャンクション
各地の周波数をナレーションした後、「きょうも一日、KBCラジオで、お楽しみください。」というナレーションで終了する。
オープニングの場合、約20秒間の1kHz信号とドヴォルザーク作曲『スラヴ舞曲第10番』が流れた後、放送される。
クロージング
各地の周波数をナレーションした後、「これで、きょうの放送は、すべて終了しました。それでは、朝まで、おやすみなさい。」というナレーションで終了する。終了後はしばらく無変調音声のあとに停波。
アナウンスはいずれも、奥田智子アナウンサーが担当。ワイドFM開始に合わせて一新された。

### KBC-INPAX
KBCラジオは1990年4月10日から1993年3月までの間、「KBC-INPAX」（ケービーシー・インパックス）と称して、人気番組だった『PAO〜N ぼくらラジオ異星人』などを終了させ、人気を博していた『ニュースステーション』（テレビ朝日）を模範として、ニュース・情報を中心とした、ワンフォーマット編成にほぼ準じた番組編成を行った。「INPAX」とは「information（情報）」「intelligence（知識）」「interest（面白さ）」を未知数の可能性で「packet（包む、束にする）」する意味の造語。平日は情報中心の編成、土日は情報を取り入れつつ音楽とスポーツを重視した編成とした。
この間、番組タイトルは「スロープ」の文字列が付けられ、4時間毎に区切る形で事実上のゾーン編成となった。「スロープ」の付かない番組は『オールナイトニッポン』など、NRN系列のネット番組。一部の自社制作番組となった。
情報強化と「24時間リアルタイムに世界のフレッシュな情報を報道する」体制作りの為、報道局にラジオ情報デスクを新設。既存の朝日新聞ニュースに加え、文化放送やANN系列局・海外支局との協力体制を構築して、KBCは日本の民放で初となるロイターとの受信契約を締結。インテルサットからの受信設備を設置した。キャスティング面は平日帯 朝ワイド番組『KBC おはよう7』から継続する形で田原総一朗、梨元勝グループを始めとした東京で活動する著名なジャーナリストを自社制作番組に起用するなどの施策を打った。
FMラジオを意識した演出が施され、各番組のジングル、ニュース、天気予報、交通情報のBGMをFM風の物に変更した。「KBC-INPAX」のジングルは前年に『アメリカントップ40 イングリッシュDJコンテスト』でグランプリを獲得、デビューした地元出身の木村匡也を起用。ラジオカー「ひまわり号」は「INPAX号」に名称変更した。1992年4月1日のAMステレオ放送開始後は「KBC-STEREO INPAX」（ケービーシー・ステレオ インパックス）と称した。
開始と同時に、福岡市天神の繁華街に「KBC-INPAX 天神サテライトスタジオ」を開設。サテライトスタジオは平日 12:15 - 13:00、15:00 - 16:00に生放送を行ったが、半年後には放送時間を縮小。1991年3月に閉鎖した。生放送時は「KBC-INPAX from Satellite Tenjin」のジングルとなった。
ロイターとの契約から、世界のニュースを日本の民放として、いち早くスクープするなど業界内では注目されたが、リスナーからの受けは悪く、RKBラジオとFM福岡に聴取率で差を付けられた。バブル崩壊によるコスト負荷の削減方針などから、開始から1年後の1991年4月にリニューアルを行い、番組内容とパーソナリティの変更などを実施。リニューアル後は各ゾーンの中に箱番組を置き、ゾーンタイトルの「スロープ」の後にサブタイトルが付くといった、INPAX編成前と事実上、変わらない番組構成になるなど迷走が続き、KBC-INPAX編成は1993年3月で終了した。

## 現在放送中の番組
自社制作番組は太字。
放送時間は、2025年4月現在。

### 随時放送
- KBCニュース
- 天気予報
- KBC交通情報
  - 各ワイド番組内で放送。
- 博多ほのぼの劇場（スポット枠で随時放送）

### 平日
| 時 | 月曜日 | 火曜日 | 水曜日 | 木曜日 | 金曜日                                                       |
| --- | --- | --- | --- | --- | ------------------------------------------------------------ |
| 5 | 5:00 Buy Now | 5:00 ラジオショッピング枠 | 5:00 ラジオショッピング枠 | 5:00 ラジオショッピング枠 | 5:00 ラジオショッピング枠                                    |
| 5 | 5:15 Music Selection | 5:15 Music Selection（再放送） | 5:15 Music Selection（再放送） | 5:15 Music Selection（再放送） | 5:15 Music Selection（再放送）                               |
| 5 | 5:30 あさモニ | | | |                                                              |
| 6 | | | | |                                                              |
| 6:30 アサデス。ラジオ ▽7:05 7時のアサトピ〜今朝の三枚おろし ▽7:33 ニュース ここ大事! ▽7:54 島田洋七の朝から言わせろ!! ▽11:00 テレフォン人生相談（ニッポン放送） | 6:30 アサデス。ラジオ ▽7:05 7時のアサトピ〜今朝の三枚おろし ▽7:33 ニュース ここ大事! ▽7:54 島田洋七の朝から言わせろ!! ▽11:00 テレフォン人生相談（ニッポン放送） | 6:30 アサデス。ラジオ ▽7:05 7時のアサトピ〜今朝の三枚おろし ▽7:33 ニュース ここ大事! ▽7:54 島田洋七の朝から言わせろ!! ▽11:00 テレフォン人生相談（ニッポン放送） | 6:30 アサデス。ラジオ ▽7:05 7時のアサトピ〜今朝の三枚おろし ▽7:33 ニュース ここ大事! ▽7:54 島田洋七の朝から言わせろ!! ▽11:00 テレフォン人生相談（ニッポン放送） | 6:30 ポジモン! ▽7:05 ウイークリーニュース〜今朝の三枚おろし ▽7:33 ニュースあさぼり ▽7:54 島田洋七の朝から言わせろ!! ▽11:00 テレフォン人生相談（ニッポン放送） |                                                              |
| 6:30 アサデス。ラジオ ▽7:05 7時のアサトピ〜今朝の三枚おろし ▽7:33 ニュース ここ大事! ▽7:54 島田洋七の朝から言わせろ!! ▽11:00 テレフォン人生相談（ニッポン放送） | 6:30 アサデス。ラジオ ▽7:05 7時のアサトピ〜今朝の三枚おろし ▽7:33 ニュース ここ大事! ▽7:54 島田洋七の朝から言わせろ!! ▽11:00 テレフォン人生相談（ニッポン放送） | 6:30 アサデス。ラジオ ▽7:05 7時のアサトピ〜今朝の三枚おろし ▽7:33 ニュース ここ大事! ▽7:54 島田洋七の朝から言わせろ!! ▽11:00 テレフォン人生相談（ニッポン放送） | 6:30 アサデス。ラジオ ▽7:05 7時のアサトピ〜今朝の三枚おろし ▽7:33 ニュース ここ大事! ▽7:54 島田洋七の朝から言わせろ!! ▽11:00 テレフォン人生相談（ニッポン放送） | 6:30 ポジモン! ▽7:05 ウイークリーニュース〜今朝の三枚おろし ▽7:33 ニュースあさぼり ▽7:54 島田洋七の朝から言わせろ!! ▽11:00 テレフォン人生相談（ニッポン放送） | 7                                                            |
| 6:30 アサデス。ラジオ ▽7:05 7時のアサトピ〜今朝の三枚おろし ▽7:33 ニュース ここ大事! ▽7:54 島田洋七の朝から言わせろ!! ▽11:00 テレフォン人生相談（ニッポン放送） | 6:30 アサデス。ラジオ ▽7:05 7時のアサトピ〜今朝の三枚おろし ▽7:33 ニュース ここ大事! ▽7:54 島田洋七の朝から言わせろ!! ▽11:00 テレフォン人生相談（ニッポン放送） | 6:30 アサデス。ラジオ ▽7:05 7時のアサトピ〜今朝の三枚おろし ▽7:33 ニュース ここ大事! ▽7:54 島田洋七の朝から言わせろ!! ▽11:00 テレフォン人生相談（ニッポン放送） | 6:30 アサデス。ラジオ ▽7:05 7時のアサトピ〜今朝の三枚おろし ▽7:33 ニュース ここ大事! ▽7:54 島田洋七の朝から言わせろ!! ▽11:00 テレフォン人生相談（ニッポン放送） | 6:30 ポジモン! ▽7:05 ウイークリーニュース〜今朝の三枚おろし ▽7:33 ニュースあさぼり ▽7:54 島田洋七の朝から言わせろ!! ▽11:00 テレフォン人生相談（ニッポン放送） | 8                                                            |
| 6:30 アサデス。ラジオ ▽7:05 7時のアサトピ〜今朝の三枚おろし ▽7:33 ニュース ここ大事! ▽7:54 島田洋七の朝から言わせろ!! ▽11:00 テレフォン人生相談（ニッポン放送） | 6:30 アサデス。ラジオ ▽7:05 7時のアサトピ〜今朝の三枚おろし ▽7:33 ニュース ここ大事! ▽7:54 島田洋七の朝から言わせろ!! ▽11:00 テレフォン人生相談（ニッポン放送） | 6:30 アサデス。ラジオ ▽7:05 7時のアサトピ〜今朝の三枚おろし ▽7:33 ニュース ここ大事! ▽7:54 島田洋七の朝から言わせろ!! ▽11:00 テレフォン人生相談（ニッポン放送） | 6:30 アサデス。ラジオ ▽7:05 7時のアサトピ〜今朝の三枚おろし ▽7:33 ニュース ここ大事! ▽7:54 島田洋七の朝から言わせろ!! ▽11:00 テレフォン人生相談（ニッポン放送） | 6:30 ポジモン! ▽7:05 ウイークリーニュース〜今朝の三枚おろし ▽7:33 ニュースあさぼり ▽7:54 島田洋七の朝から言わせろ!! ▽11:00 テレフォン人生相談（ニッポン放送） | 9                                                            |
| 6:30 アサデス。ラジオ ▽7:05 7時のアサトピ〜今朝の三枚おろし ▽7:33 ニュース ここ大事! ▽7:54 島田洋七の朝から言わせろ!! ▽11:00 テレフォン人生相談（ニッポン放送） | 6:30 アサデス。ラジオ ▽7:05 7時のアサトピ〜今朝の三枚おろし ▽7:33 ニュース ここ大事! ▽7:54 島田洋七の朝から言わせろ!! ▽11:00 テレフォン人生相談（ニッポン放送） | 6:30 アサデス。ラジオ ▽7:05 7時のアサトピ〜今朝の三枚おろし ▽7:33 ニュース ここ大事! ▽7:54 島田洋七の朝から言わせろ!! ▽11:00 テレフォン人生相談（ニッポン放送） | 6:30 アサデス。ラジオ ▽7:05 7時のアサトピ〜今朝の三枚おろし ▽7:33 ニュース ここ大事! ▽7:54 島田洋七の朝から言わせろ!! ▽11:00 テレフォン人生相談（ニッポン放送） | 6:30 ポジモン! ▽7:05 ウイークリーニュース〜今朝の三枚おろし ▽7:33 ニュースあさぼり ▽7:54 島田洋七の朝から言わせろ!! ▽11:00 テレフォン人生相談（ニッポン放送） | 10                                                           |
| 6:30 アサデス。ラジオ ▽7:05 7時のアサトピ〜今朝の三枚おろし ▽7:33 ニュース ここ大事! ▽7:54 島田洋七の朝から言わせろ!! ▽11:00 テレフォン人生相談（ニッポン放送） | 6:30 アサデス。ラジオ ▽7:05 7時のアサトピ〜今朝の三枚おろし ▽7:33 ニュース ここ大事! ▽7:54 島田洋七の朝から言わせろ!! ▽11:00 テレフォン人生相談（ニッポン放送） | 6:30 アサデス。ラジオ ▽7:05 7時のアサトピ〜今朝の三枚おろし ▽7:33 ニュース ここ大事! ▽7:54 島田洋七の朝から言わせろ!! ▽11:00 テレフォン人生相談（ニッポン放送） | 6:30 アサデス。ラジオ ▽7:05 7時のアサトピ〜今朝の三枚おろし ▽7:33 ニュース ここ大事! ▽7:54 島田洋七の朝から言わせろ!! ▽11:00 テレフォン人生相談（ニッポン放送） | 6:30 ポジモン! ▽7:05 ウイークリーニュース〜今朝の三枚おろし ▽7:33 ニュースあさぼり ▽7:54 島田洋七の朝から言わせろ!! ▽11:00 テレフォン人生相談（ニッポン放送） | 11                                                           |
| 12 | 12:00 ヒルマニ | 12:00 ヒルマニ | 12:00 ヒルマニ | 12:00 ヒルマニ | 12:00 ヒルマニ                                               |
| 12 | 12:40 旬! SHUN! ピックアップ | 12:40 小倉・IMALUの○○玉手箱 | 12:40 Buy Now | 12:40 オリエンタルバイオpresents岡田武史・渡邉和孝 今よりBetter Tomorrow                                                                                      | 12:40 健やかインフォメーション                               |
| 12 | 12:55 KBCニュース・天気予報 | | | |                                                              |
| 13 | 13:00 PAO〜N | 13:00 PAO〜N | 13:00 PAO〜N | 13:00 PAO〜N | 13:00 PAO〜N                                                 |
| 14 | 13:00 PAO〜N | 13:00 PAO〜N | 13:00 PAO〜N | 13:00 PAO〜N | 13:00 PAO〜N                                                 |
| 15 | 13:00 PAO〜N | 13:00 PAO〜N | 13:00 PAO〜N | 13:00 PAO〜N | 13:00 PAO〜N                                                 |
| 16 | 16:00 ハッピーアワー ▽17:00 ニュース・パレード（文化放送） | | | |                                                              |
| 17 | 16:00 ハッピーアワー ▽17:00 ニュース・パレード（文化放送） | | | |                                                              |
| 17:50 松田宣浩の熱男ベリーマッチ | 16:00 ハッピーアワー ▽17:00 ニュース・パレード（文化放送） | | | |                                                              |
| 17:55 KBC MUSICPROGRAM "FUZZ" ▽18:30 ミヤリサン製薬 ラジオ劇場『アキラとあきら』                                                                                | 17:55 KBCホークスナイター | 17:55 KBCホークスナイター | 17:55 KBCホークスナイター | 17:55 KBCホークスナイター |                                                              |
| 17:55 KBC MUSICPROGRAM "FUZZ" ▽18:30 ミヤリサン製薬 ラジオ劇場『アキラとあきら』                                                                                | 17:55 KBCホークスナイター | 17:55 KBCホークスナイター | 17:55 KBCホークスナイター | 17:55 KBCホークスナイター | 18                                                           |
| 17:55 KBC MUSICPROGRAM "FUZZ" ▽18:30 ミヤリサン製薬 ラジオ劇場『アキラとあきら』                                                                                | 17:55 KBCホークスナイター | 17:55 KBCホークスナイター | 17:55 KBCホークスナイター | 17:55 KBCホークスナイター | 19                                                           |
| 17:55 KBC MUSICPROGRAM "FUZZ" ▽18:30 ミヤリサン製薬 ラジオ劇場『アキラとあきら』                                                                                | 17:55 KBCホークスナイター | 17:55 KBCホークスナイター | 17:55 KBCホークスナイター | 17:55 KBCホークスナイター | 20                                                           |
| 17:55 KBC MUSICPROGRAM "FUZZ" ▽18:30 ミヤリサン製薬 ラジオ劇場『アキラとあきら』                                                                                | 21 | 21:00 MANDAN | 21:00 MANDAN | 21:00 MANDAN | 21:00 MANDAN                                                 |
| 21:55 KBCニュース&天気予報 | 21 | | | |                                                              |
| 22 | 22:00 オールナイトニッポン MUSIC10（ニッポン放送） | 22:00 オールナイトニッポン MUSIC10（ニッポン放送） | 22:00 オールナイトニッポン MUSIC10（ニッポン放送） | 22:00 オールナイトニッポン MUSIC10（ニッポン放送） | 22:00 オールナイトニッポンGOLD （ニッポン放送）              |
| 23 | 22:00 オールナイトニッポン MUSIC10（ニッポン放送） | 22:00 オールナイトニッポン MUSIC10（ニッポン放送） | 22:00 オールナイトニッポン MUSIC10（ニッポン放送） | 22:00 オールナイトニッポン MUSIC10（ニッポン放送） | 22:00 オールナイトニッポンGOLD （ニッポン放送）              |
| 0 | 0:00 裏!高校生のじかん | 0:00 丸々もとお 夜景Lovers | 0:00 ももいろクローバーZ ももクロくらぶxoxo （ニッポン放送） | 0:00 ムサシハジメました。 | 0:00 ドォーモ×ラジオ                                         |
| 0 | 0:00 裏!高校生のじかん | 0:30 シン・フクオカ | 0:30 Buzz!!LinQ | 0:30 金子哲也 バス語り記 | 0:00 ドォーモ×ラジオ                                         |
| 1 | 1:00 山田裕貴の オールナイトニッポン （ニッポン放送） | 1:00 星野源のオールナイトニッポン （ニッポン放送） | 1:00 乃木坂46の オールナイトニッポン （ニッポン放送） | 1:00 ナインティナインの オールナイトニッポン （ニッポン放送）                                                                                                 | 1:00 霜降り明星のオールナイトニッポン （ニッポン放送）       |
| 2 | 1:00 山田裕貴の オールナイトニッポン （ニッポン放送） | 1:00 星野源のオールナイトニッポン （ニッポン放送） | 1:00 乃木坂46の オールナイトニッポン （ニッポン放送） | 1:00 ナインティナインの オールナイトニッポン （ニッポン放送）                                                                                                 | 1:00 霜降り明星のオールナイトニッポン （ニッポン放送）       |
| 3 | 3:00 キタニタツヤの オールナイトニッポン0（ZERO） （ニッポン放送）                                                                                              | 3:00 あのの オールナイトニッポン0（ZERO） （ニッポン放送） | 3:00 佐久間宣行の オールナイトニッポン0（ZERO） （ニッポン放送）                                                                                                | 3:00 マヂカルラブリーの オールナイトニッポン0（ZERO） （ニッポン放送）                                                                                        | 3:00 三四郎の オールナイトニッポン0（ZERO） （ニッポン放送） |
| 4 | 3:00 キタニタツヤの オールナイトニッポン0（ZERO） （ニッポン放送）                                                                                              | 3:00 あのの オールナイトニッポン0（ZERO） （ニッポン放送） | 3:00 佐久間宣行の オールナイトニッポン0（ZERO） （ニッポン放送）                                                                                                | 3:00 マヂカルラブリーの オールナイトニッポン0（ZERO） （ニッポン放送）                                                                                        | 3:00 三四郎の オールナイトニッポン0（ZERO） （ニッポン放送） |
| 4:30 上柳昌彦 あさぼらけ（ニッポン放送） | | | | | 3:00 三四郎の オールナイトニッポン0（ZERO） （ニッポン放送） |

### 週末
| 時                     | 土曜日 | 日曜日 |
| ---------------------- | --- | --- |
| 5                      | 5:00 わくわくお届け便                                                                                              | 5:00 おはようラジオ早朝便 |
| 5                      | 5:15 Music Selection（再放送）                                                                                     | 5:20 旬!SHUN!ピックアップ |
| 5                      | 5:35 週刊 なるほど!ニッポン（ニッポン放送）                                                                        | 5:35 信仰の時間 |
| 5                      | 5:45 Buy Now | 5:45 Music Selection（再放送） |
| 6                      | 6:00 まいどあり〜。                                                                                                | 6:00 イマドキショッピング! |
| 6                      | 6:15 ダーリンハニーの旅列車 出発進行～!!（かしわプロダクション）                                                   | 6:15 おはよう!ニッポン全国消防団（ニッポン放送） |
| 6                      | 6:25 大山慎介のふりむけば北海道                                                                                    | 6:25 イトーとスドーのモノ申し隊! |
| 6                      | 6:40 わくわくお届け便                                                                                              | 6:40 えがおの教室 |
| 6                      | 6:40 わくわくお届け便                                                                                              | 6:45 今旬!いいもの百貨店 |
| 6                      | 6:55 KBC MUSIC SPLASH                                                                                              | |
| 7                      | 7:00 解決！知っ得プレミアム                                                                                        | 7:00 イマドキショッピング! |
| 7                      | 7:15 めぐみのラジオ                                                                                                | 7:15 大徳寺昭輝の天の夢 |
| 7                      | 7:15 めぐみのラジオ                                                                                                | 7:30 ミヤリサン製薬 ラジオ劇場『アキラとあきら』（再放送） |
| 7                      | 7:15 めぐみのラジオ                                                                                                | 7:45 古賀久美子のおはようクラシック |
| 7                      | 7:15 めぐみのラジオ                                                                                                | 7:55 KBC MUSIC SPLASH |
| 8                      | 7:15 めぐみのラジオ                                                                                                | 8:00 サトコノヘヤ |
| 8                      | 7:15 めぐみのラジオ                                                                                                | 8:30 明日への扉〜いのちのラジオ〜 ～未来へ向かって～栄光のレジェンド（ラジオ関西） |
| 9                      | 7:15 めぐみのラジオ                                                                                                | 9:00 KBC Sunday Music Hour ▽9:15 小倉・IMALUの○○玉手箱 ▽9:35 健やかインフォメーション ▽10:15 今旬! いいもの百貨店 ▽11:45 健康百年道場 ▽12:00 ベストアメニティ presents KIZUKI ラジオ-気づくのは今。築くのは明日。-▽KBCダイナミックホークス（試合開始5分前 - 試合終了まで） 終了後「Sunday Music Hour」に復帰。 延長時はキリのいい時間までクッション番組としても運用。 |
| 10                     | 7:15 めぐみのラジオ                                                                                                | 9:00 KBC Sunday Music Hour ▽9:15 小倉・IMALUの○○玉手箱 ▽9:35 健やかインフォメーション ▽10:15 今旬! いいもの百貨店 ▽11:45 健康百年道場 ▽12:00 ベストアメニティ presents KIZUKI ラジオ-気づくのは今。築くのは明日。-▽KBCダイナミックホークス（試合開始5分前 - 試合終了まで） 終了後「Sunday Music Hour」に復帰。 延長時はキリのいい時間までクッション番組としても運用。 |
| 10:40 わくわくお届け便 | | 9:00 KBC Sunday Music Hour ▽9:15 小倉・IMALUの○○玉手箱 ▽9:35 健やかインフォメーション ▽10:15 今旬! いいもの百貨店 ▽11:45 健康百年道場 ▽12:00 ベストアメニティ presents KIZUKI ラジオ-気づくのは今。築くのは明日。-▽KBCダイナミックホークス（試合開始5分前 - 試合終了まで） 終了後「Sunday Music Hour」に復帰。 延長時はキリのいい時間までクッション番組としても運用。 |
| 10:55 KBC MUSIC SPLASH | | 9:00 KBC Sunday Music Hour ▽9:15 小倉・IMALUの○○玉手箱 ▽9:35 健やかインフォメーション ▽10:15 今旬! いいもの百貨店 ▽11:45 健康百年道場 ▽12:00 ベストアメニティ presents KIZUKI ラジオ-気づくのは今。築くのは明日。-▽KBCダイナミックホークス（試合開始5分前 - 試合終了まで） 終了後「Sunday Music Hour」に復帰。 延長時はキリのいい時間までクッション番組としても運用。 |
| 11                     | 11:00 今旬!いいもの百貨店                                                                                          | 9:00 KBC Sunday Music Hour ▽9:15 小倉・IMALUの○○玉手箱 ▽9:35 健やかインフォメーション ▽10:15 今旬! いいもの百貨店 ▽11:45 健康百年道場 ▽12:00 ベストアメニティ presents KIZUKI ラジオ-気づくのは今。築くのは明日。-▽KBCダイナミックホークス（試合開始5分前 - 試合終了まで） 終了後「Sunday Music Hour」に復帰。 延長時はキリのいい時間までクッション番組としても運用。 |
| 11                     | 11:15 min-onコンサートエクスプレス                                                                                 | 9:00 KBC Sunday Music Hour ▽9:15 小倉・IMALUの○○玉手箱 ▽9:35 健やかインフォメーション ▽10:15 今旬! いいもの百貨店 ▽11:45 健康百年道場 ▽12:00 ベストアメニティ presents KIZUKI ラジオ-気づくのは今。築くのは明日。-▽KBCダイナミックホークス（試合開始5分前 - 試合終了まで） 終了後「Sunday Music Hour」に復帰。 延長時はキリのいい時間までクッション番組としても運用。 |
| 11                     | 11:30 介護士・西田美歩のおちからぞえラジオ                                                                         | 9:00 KBC Sunday Music Hour ▽9:15 小倉・IMALUの○○玉手箱 ▽9:35 健やかインフォメーション ▽10:15 今旬! いいもの百貨店 ▽11:45 健康百年道場 ▽12:00 ベストアメニティ presents KIZUKI ラジオ-気づくのは今。築くのは明日。-▽KBCダイナミックホークス（試合開始5分前 - 試合終了まで） 終了後「Sunday Music Hour」に復帰。 延長時はキリのいい時間までクッション番組としても運用。 |
| 11                     | 11:40 健やかインフォメーション                                                                                     | 9:00 KBC Sunday Music Hour ▽9:15 小倉・IMALUの○○玉手箱 ▽9:35 健やかインフォメーション ▽10:15 今旬! いいもの百貨店 ▽11:45 健康百年道場 ▽12:00 ベストアメニティ presents KIZUKI ラジオ-気づくのは今。築くのは明日。-▽KBCダイナミックホークス（試合開始5分前 - 試合終了まで） 終了後「Sunday Music Hour」に復帰。 延長時はキリのいい時間までクッション番組としても運用。 |
| 11                     | 11:55 KBC MUSIC SPLASH                                                                                             | 9:00 KBC Sunday Music Hour ▽9:15 小倉・IMALUの○○玉手箱 ▽9:35 健やかインフォメーション ▽10:15 今旬! いいもの百貨店 ▽11:45 健康百年道場 ▽12:00 ベストアメニティ presents KIZUKI ラジオ-気づくのは今。築くのは明日。-▽KBCダイナミックホークス（試合開始5分前 - 試合終了まで） 終了後「Sunday Music Hour」に復帰。 延長時はキリのいい時間までクッション番組としても運用。 |
| 12                     | 12:00 KBCふるさとWish                                                                                              | 9:00 KBC Sunday Music Hour ▽9:15 小倉・IMALUの○○玉手箱 ▽9:35 健やかインフォメーション ▽10:15 今旬! いいもの百貨店 ▽11:45 健康百年道場 ▽12:00 ベストアメニティ presents KIZUKI ラジオ-気づくのは今。築くのは明日。-▽KBCダイナミックホークス（試合開始5分前 - 試合終了まで） 終了後「Sunday Music Hour」に復帰。 延長時はキリのいい時間までクッション番組としても運用。 |
| 13                     | 13:00 サタカンWonderland ▽KBCダイナミックホークス（試合開始5分前 - 試合終了まで）                                  | 9:00 KBC Sunday Music Hour ▽9:15 小倉・IMALUの○○玉手箱 ▽9:35 健やかインフォメーション ▽10:15 今旬! いいもの百貨店 ▽11:45 健康百年道場 ▽12:00 ベストアメニティ presents KIZUKI ラジオ-気づくのは今。築くのは明日。-▽KBCダイナミックホークス（試合開始5分前 - 試合終了まで） 終了後「Sunday Music Hour」に復帰。 延長時はキリのいい時間までクッション番組としても運用。 |
| 14                     | 13:00 サタカンWonderland ▽KBCダイナミックホークス（試合開始5分前 - 試合終了まで）                                  | 9:00 KBC Sunday Music Hour ▽9:15 小倉・IMALUの○○玉手箱 ▽9:35 健やかインフォメーション ▽10:15 今旬! いいもの百貨店 ▽11:45 健康百年道場 ▽12:00 ベストアメニティ presents KIZUKI ラジオ-気づくのは今。築くのは明日。-▽KBCダイナミックホークス（試合開始5分前 - 試合終了まで） 終了後「Sunday Music Hour」に復帰。 延長時はキリのいい時間までクッション番組としても運用。 |
| 15                     | 13:00 サタカンWonderland ▽KBCダイナミックホークス（試合開始5分前 - 試合終了まで）                                  | 9:00 KBC Sunday Music Hour ▽9:15 小倉・IMALUの○○玉手箱 ▽9:35 健やかインフォメーション ▽10:15 今旬! いいもの百貨店 ▽11:45 健康百年道場 ▽12:00 ベストアメニティ presents KIZUKI ラジオ-気づくのは今。築くのは明日。-▽KBCダイナミックホークス（試合開始5分前 - 試合終了まで） 終了後「Sunday Music Hour」に復帰。 延長時はキリのいい時間までクッション番組としても運用。 |
| 16                     | 13:00 サタカンWonderland ▽KBCダイナミックホークス（試合開始5分前 - 試合終了まで）                                  | 9:00 KBC Sunday Music Hour ▽9:15 小倉・IMALUの○○玉手箱 ▽9:35 健やかインフォメーション ▽10:15 今旬! いいもの百貨店 ▽11:45 健康百年道場 ▽12:00 ベストアメニティ presents KIZUKI ラジオ-気づくのは今。築くのは明日。-▽KBCダイナミックホークス（試合開始5分前 - 試合終了まで） 終了後「Sunday Music Hour」に復帰。 延長時はキリのいい時間までクッション番組としても運用。 |
| 17                     | 13:00 サタカンWonderland ▽KBCダイナミックホークス（試合開始5分前 - 試合終了まで）                                  | 17:45 イマドキショッピング! |
| 18                     | 13:00 サタカンWonderland ▽KBCダイナミックホークス（試合開始5分前 - 試合終了まで）                                  | 18:00 黒伊佐錦presents fumikaのしょちゅ・girl |
| 18                     | 13:00 サタカンWonderland ▽KBCダイナミックホークス（試合開始5分前 - 試合終了まで）                                  | 18:30 ブルーリバー青木 談笑 |
| 19                     | 19:00 KBC MUSIC SPLASH+                                                                                            | 19:00 前川清のBAR TAKE⑤ |
| 19                     | 19:30 DOGENGERS presents 推尊Radio                                                                                 | 19:30 中村しぇんしぇ〜のすいと〜と糸島 |
| 19                     | 19:30 DOGENGERS presents 推尊Radio                                                                                 | 19:55 KBCニュース&天気予報 |
| 20                     | 20:00 FUKUOKA MUSIC LOVERS                                                                                         | 20:00 DJサワダデス |
| 20                     | 20:00 FUKUOKA MUSIC LOVERS                                                                                         | 20:30 KBC MUSIC SPLASH+（再放送） |
| 21                     | 20:00 FUKUOKA MUSIC LOVERS                                                                                         | 21:00 艶歌にっぽん |
| 22                     | 22:00 週刊 MUSIC PUNCH!（エフエム岩手幹事）                                                                        | 22:00 なにわ男子の初心ラジ!（ニッポン放送） |
| 23                     | 23:00 Dr.深堀のラジオde診察室                                                                                      | 23:00 もしかして どぶろっくだけど（かしわプロダクション） |
| 23                     | 23:30 MoooVing Mugic（再放送）                                                                                     | 23:30 HKT48 ラジオ聴かナイト! |
| 0                      | 0:00 ≠ME冨田菜々風とザ・マミィ林田のこけけ!                                                                        | 0:00 岸洋佑のNON STOP"30" |
| 0                      | 0:30 Sky presents 藤原竜也のラジオ（朝日放送ラジオ）                                                               | 0:30 内田真礼とおはなししません!?（ポニーキャニオン制作） |
| 1                      | 1:00 オードリーのオールナイトニッポン（ニッポン放送）                                                              | 1:00 MoooVing Mugic |
| 1                      | 1:00 オードリーのオールナイトニッポン（ニッポン放送）                                                              | （1:30 - 4:00 放送休止）（月1回）2:00 - 3:15 『オールナイトKBC・マントル宮本の××祭りだよ!カーニバロー!』 （3:15 - 4:00 放送休止） |
| 2                      | 1:00 オードリーのオールナイトニッポン（ニッポン放送）                                                              | |
| 3                      | 3:00 オールナイトニッポン0(ZERO)（ニッポン放送） ヤーレンズのオールナイトニッポン0(ZERO)（最終週）（ニッポン放送） | |
| 4                      | 3:00 オールナイトニッポン0(ZERO)（ニッポン放送） ヤーレンズのオールナイトニッポン0(ZERO)（最終週）（ニッポン放送） | 4:00 明日への扉〜いのちのラジオ〜 ～未来へ向かって～栄光のレジェンド（ラジオ関西） |

※特記:土・日はホークス戦は原則デーゲームであるが、16時以後の薄暮デーゲームか、ナイトゲームである場合は、特に日曜日で放送休止ができないスポンサー付き番組の放送時間帯変更など、当該時間帯の番組の時間調整を実施する場合がある。

### 特別番組
- 博多祇園山笠 追い山中継 走れ!山笠（7月15日）
- 福岡マラソン（11月第2日曜）
- KBCラジオ・チャリティー・ミュージックソン（毎年12月24日 12:00 - 12月25日 12:00）
- 箱根駅伝実況中継（文化放送より毎年1月2日・3日にネット）
- 福岡国際マラソン実況生中継（毎年12月）
- KBCホークスナイター[注釈 16]
- KBCダイナミックホークス（土曜・日曜のデイゲームで試合開始5分前 - 試合終了まで）

## 過去に放送した番組

### 自社制作番組

#### KBC-INPAX編成以前（1990年4月9日まで）に放送していた主な番組
平日朝
- さわやかモーニング
- としこ・ひできの出発進行 → 朝です 元気に出発進行
- おはよう小城まさひろです
- 長谷川ひろし おはよう7（1980年4月 - 1987年、1996年 - 1999年3月）
- KBC おはよう7
- 大杉おはよう浪曲（5:30 - 6:00）※土曜日も放送

平日午前
- 大村おさむのハッピータイム → みんなの広場 ハッピータイム
- 小城まさひろのフレッシュワイド
- 小城まさひろ 朝から最高!歌謡曲
- なつメロとあなた
- 元気いっぱい! ラジオ家族（9:05 - 11:55）
- 栗田善成の元祖ラジオ本舗（1988年4月 - 1990年3月、1993年4月 - 2000年3月）
- ふるさとフォーカス（11:55 - 12:00）

平日昼
- となし一平のダイナミック歌謡曲 → ダイナミック歌謡曲
- おひるドキッ!〜こちらおもしろ放送局〜（12:00 - 14:00）
- なんでも情報 KBCラジオ スクランブル（1984年4月 - 1986年3月、14:00 - 16:00）
- はつらつワイド 歌謡曲だよ! 昼休み（12:10 - 13:00）

平日夕方
- 栗田善成のまずはラジオでおつかれさん（1975年4月7日 - 1988年3月、2003年4月 - 2011年3月）
- 高子&清彦 ときめき歌謡曲（13:00 - 15:00）

平日夜（ナイターオフ）
- 夜のぐうたらショー（1973年10月 - 1974年3月、19:00 - 20:00）
- KBC歌謡ペナントレース（1974年10月7日 - 1977年4月1日）
- それいけ! 演歌大作戦（18:40 - 19:20）

平日夜
- やってきました ジョイジョイナイト
- ポップスジェット便
- KBCナイトタウン（1976年10月 - 1979年10月）
- カプセルマガジン（1982年10月 - 1983年4月）
- PAO〜N ぼくらラジオ異星人（1983年5月 - 1990年4月7日）

土曜日
- サタデー歌謡モーニング
- ホカホカ土曜日
- おはよう土曜日
- 出発進行 土曜版です
- 耳よりラジオ 土曜かわら版
- AMAMウィークリー
- 土曜ホットスタジオ
- KBCホットテレフォン
- KBC歌う土曜日 歌謡曲ホット100
- ふれあい天国（1970年 - 2010年9月）
- 歌のスナック天神北通り（19:30 - 20:00）
- くみのピロートーク

日曜日
- サンデーAMAM120
- 速報! 全日本歌謡ランキング
- 日高晤郎の歌謡ジャーナル
- 輝け! 全日本歌謡ランキング（1983年秋 - 1989年春）
- ときめきサンデー
- はやり唄只今参上
- 日曜バラエティ 体当たり大放送（1979年 - 1980年 森功至、本多和子）
- なつメロ演歌大全集
- さだまさしの引き出しのすみっこ（1976年10月 - 1977年12月）
- 続 引き出しのすみっこ
- ザ・ニューミュージック
- オフコース愛のハーモニー（22:05 - 22:30）
- ミッドナイト歌謡曲（24:35 - 25:05）

その他
- 花のキャンパスランプリング
- トーキングランド・夜はこれから
- ひまわりダイヤル0042
- ばってんさん出番ですよ
- 仁井まさお 夜の仲間達
- 花の女子大 キャンパス ランプリング
- ライブイン ハカタ 歌え! 若者（～歌え! 若者 PARTII）
- ヤンヤンスタジオ
- 青春スパーク七転び八起き
- KBC 今週のポピュラーベスト10（1967年 - 2011年3月）[注釈 17]

#### KBC-INPAXとして放送していた主な番組
- モーニングスロープ[12]（1990年4月10日 - 1993年3月 月 - 金 6:00 - 10:00 永田時彦、清水千春）[注釈 18]
- デイタイムスロープ[12]（1990年4月10日 - 1991年3月 月 - 金 10:00 - 14:00 富田薫、奥田智子、宇野由紀子）
- デイタイムスロープ〜奥田智子 マシュマロスタジオ（1991年4月 - 1993年3月 月 - 金 10:00 - 14:00 奥田智子、百田裕之）
- アフタヌーンスロープ[12]（1990年4月10日 - 1991年3月 月 - 金 14:00 - 18:00 沢田幸二、千木良かおり）[注釈 19]
- アフタヌーンスロープ〜沢田幸二 イケイケドンドン → 沢田幸二 ラジオジャンクション（1991年4月 - 1993年3月 14:00 - 18:00 沢田幸二、山本栄子）
- ナイトゲームスロープ KBCジャンボナイター（プロ野球中継）[注釈 20]
- イブニングスロープ（1990年 - 1992年 オフシーズン期 月 - 金 18:00 - 20:00 1990年4月 - 1991年3月は、松本みつるが担当）
- ナイトスロープ3P → 中島浩二アワー THE3P（1990年4月10日 - 1996年3月 月 - 金 21:00 - 24:30、ナイター中継時は中継終了後、オフシーズンは21:30ないし、21:40 - 24:30 中島浩二、アルトマン・リカ〈久村洋子〉 → 3Pギャル〈一般公募により選ばれた、女性アシスタント〉）[注釈 21][注釈 22]
- サタデースロープ[12]（1990年4月15日 - 1993年3月 土 7:00 - 9:00の第1部と、9:00 - 18:00の第2部『栗田善成のやじうま大放送』に分けて放送）[注釈 23]
- サンデースロープ[12]（1990年4月16日 - 1993年3月 日 9:00 - 18:00 大野勢太郎、月俣幸三、東美穂）
- サタデーイブニングスロープ（1990年 - 1992年 土 18:00 - 21:00 オフシーズン期）[注釈 24]
- サンデーイブニングスロープ（1990年 - 1992年 日 18:00 - 21:00 オフシーズン期）

#### KBC-INPAX編成終了後（1993年4月以降）に放送していた主な番組
平日朝
- 宇野由紀子の朝5時きょうも元気!
- おはよういい朝KBC（ - 2011年3月）
- 富田薫・森靖子の早起きショッピング!（2007年10月 - 不明 月曜 - 金曜 5:25 - 5:30）
- 富田薫のアサコレ!（2016年4月4日 - 2021年3月26日）
- 永田時彦・ニュースプラネット
- 二木清彦 モーニングHi!
- 中村もときの通勤ラジオ（1999年4月 - 2010年9月 月曜 - 金曜 6:30 - 9:00）
- 武内裕之That's On Time
- Morning Wave（2014年3月31日 - 2016年3月31日 月曜 - 金曜 6:30 - 9:00）
- morningパーティー（2022年3月28日 - 2023年3月31日、平日 5:15 - 5:30）
- アサナニ。（2022年3月28日 - 2023年3月31日、平日 5:30 - 6:15）

平日昼前
- びっくり!パワーシャベル（2000年4月 - 2003年9月）
- スター高橋 ドッキリ!マル秘報告（2003年9月29日 - 2006年3月31日）
- ブギウギラジオ（2006年4月 - 2011年3月）
- 9ヂカラ（2011年4月 - 2016年3月31日 月曜 - 金曜 9:00 - 13:00）
- ガブリナ（2016年4月 - 2019年3月　月曜 - 金曜 9:30 - 13:00）
- 川上政行 今日もしゃべりずき!（2019年4月1日 - 2021年3月26日）

平日昼過ぎ
- 本の気持ちです
- まいど! 栗田商店です!!（2011年4月 - 2013年3月、月曜 - 金曜 12:00 - 13:00）
- 徳永玲子のお昼ドキッ!（2013年4月- 2015年3月 月曜 - 金曜 12:00 - 13:00）
- ハザマデス（2020年10月5日 - 2021年3月26日）
- 百田洋之・小山田京子 Let's 午後ラジオ[注釈 25]（1993年4月 - 1998年3月）
- 和田安生のまんぞくラヂオ（1998年4月 - 2000年3月）
- 栗田善成のそんなバナナ塾（2000年4月 - 2003年3月）
- 〜博多に生まれ 90年のありがとう〜明月堂 特別企画 ラジオドラマ「博多っ子純情」（2019年3月 - 6月 月曜 - 金曜 15:33頃）
- ナニニヨニヨニ（2022年3月28日 - 2023年3月31日、平日 12:00 - 12:30）

平日夕方
- 後庵継丸のもっとパラダイス（1993年4月 - 1995年3月）
- 士郎・玲子のやる気DEその気
- TOGGY's AHEAD!（2014年3月31日 - 2017年3月31日 月曜 - 金曜 16:00 - 18:45）
- 夕方じゃんじゃん（2017年4月3日 - 2021年3月26日）

平日夜（ナイターオフ）
- 巽孝之の7転び8起き
- 8マン倶楽部
- もう夜なのか（火曜 - 金曜 19:00 - 21:00 ナイターオフのみ）
- しゃべら夜はじまらない（2007年10月 - 2008年3月 月曜 - 金曜 21:30 - 22:00）

平日夜
- 夜はこれから!ホークス派宣言（2003年10月 - 2010年9月）
- スポーツジョッキー（ - 2003年3月）
- らぶチャンネル（2011年4月 - 2014年9月）
- おでん屋台はらちゃん（2016年ナイターシーズン 火曜 - 金曜 ホークスナイター終了後に放送（基本的には21:00 - 22:00）ホークスナイターの終了時刻が22:00を過ぎる場合は5分間の放送となる。）
- ホークスじゃんじゃん
- ダブルバスターズ（1996年4月 - 1997年3月）
- ゴリソン（1997年4月 - 1999年9月）
- おタコプーアワー・おタコのクセに!（1999年10月 - 2002年3月）
- ミミトモ!（2002年4月 - 2003年9月）
- ベロベロバー（2008年3月 - 2015年9月）
- DAN! DAN! DAN!（ナイターシーズンの火曜 - 金曜21:00 - 22:00）

平日深夜
- ミュージックスクエア（日替わり番組枠）
- カプセルマガジン第2期（2005年4月 - 2007年3月 月曜 - 金曜 24:05 - 24:30）
- マツシタユイチューブ（ - 2021年9月22日）
- カベミミ（2020年4月 - 2022年3月、木曜 24:30 - 25:00）
- ダメ恋診療所（2019年10月5日 - 2023年3月28日、火曜日 24:30 -

25:00）
- ぼる部屋のご近所（2021年10月 - 2023年3月、水曜 24:30 - 25:00）

金曜日
- 久留米 オン・マイ・マインド（ - 2010年9月 金曜 24:00 - 24:30）

土曜日
- モーニングミュージック（ - 2021年9月25日）
- ジュニーP.グッド（土曜 5:15 - 5:30）
- だって博多の女やもん（土曜 6:30 - 6:40 「おはよういい朝KBC」内）
- 久村洋子の土曜の朝はキャンパス気分（1993年4月 - 1995年3月）
- モーニングPAPA
- 土曜の朝は玲子におまかせ（2004年10月 - 2011年3月、土曜 7:00 - 12:00）
- 徳永玲子の週刊土曜日（2011年4月 - 2013年3月、土曜 7:00 - 12:00）
- 栗田善成の土曜娯楽版（2013年4月6日 - 2021年3月27日）
- フレッシュサタデー（1993年4月 - 1997年3月）
- 土曜日だ!（2000年 - 2004年9月）
- YOKAとこ韓国（土曜 10:05 - 10:15）
- 富田薫のサタデー歌謡ステーション（1993年4月 - 1997年3月）
- ウルトラサタデー ミュージックchop!!（1997年4月 - 1998年3月）
- 中島浩二の音楽で行こう（1998年4月 - 2004年9月）
- ゲバゲバサタデー（2004年10月 - 2011年3月）
- ふみとオッカーのスーパーサタデー（2011年4月 - 2013年3月、土曜 12:00 - 15:00）
- ぐるっと北九州 なないろの音風景（2008年10月 - 2008年12月 土曜 17:45 - 18:00）
- 滝悦子の福岡育ち!（土曜 17:50 - 17:55）
- WITH AUDIENCE
- 夜もニコニコ!（2015年10月 - 2019年3月 土曜 19:00 - 22:00（終了地点））
- TOGGYの土曜の夜にナンモナイト?（2017年4月 - 2018年3月 土曜 21:00（ホークスナイター放送時はホークスナイター終了後から） - 22:45）
- スマハラ サバドゥ（2016年4月 - 2018年3月 土曜 17:00 - 21:00（ナイターオフは19:00 - 22:00）ホークスナイター放送時は17:00 - ホークスナイター開始時刻まで放送。ダイナミックホークス放送時はダイナミックホークス終了後から放送。）
- 土曜の夜はSEXY（2016年4月 - 2018年3月 土曜 20:00 - 21:00 （ナイターオフは17:00 - 19:00）ホークスナイター放送時は放送休止）
- 惑星ツアーズ（土曜 20:25 - 20:30）
- KBCサタデーミュージックカウントダウン（ - 2010年9月 土曜 21:00 - 22:55）[注釈 26]
- MASAKIの「チア〜ズ!!」（2007年10月 - 2008年3月 土曜 21:30 - 22:55）
- ツーレツヨネコ（2006年4月 - 2017年4月1日 土曜 22:00 - 22:55 ホークスナイター放送時は放送休止の場合あり）
- 夜はこれから!BOO3（2004年4月 - 2006年9月）
- おかはちワイド チューチュートレイン（土曜 21:00 - 22:55）
- KBCラジオ 激音（2018年11月 - 2019年9月 土曜 22:00 - 22:45 ）
- マルボシ酢・アスキー  Presents　HAKATA SOUND　FLY（2015年7月 - 2020年12月、土曜 23:30 - 24:00）
- 九鏡presents 鏡屋ジュンちゃんのピカピカ人生（2020年8月 - 11月 土曜 24:05 - 24:30）

日曜日
- サンデーモーニングミュージック（ - 2021年9月26日）
- アレルギー談話室（日曜 6:40 - 6:55）
- 朝の色・いろ（日曜 8:15 - 8:30）
- 徳永玲子の絵本の時間　おはなしマラソン（日曜 9:14 - 9:24）
- 富田薫→小柳有紀の朝はのんびり（2015年10月4日 - 2021年3月28日）
- 沢田幸二と和田安生のラジオコング（1997年10月 - 1998年3月）
- STEP（2020年4月5日 - 2021年3月28日）
- 〜博多に生まれ　90年のありがとう〜明月堂　特別企画　ラジオドラマ「博多っ子純情」〜六平と類子の1週間〜（2019年3月 - 6月　日曜 12:00 - 12:30）
- 鴻一郎のサンデーランキング
- 日曜はどぉ〜もどぉ〜も! 鴻一郎です
- GOGO競馬サンデー!ダイナミックジョッキー（ - 2018年3月 JRA小倉開催時のみ　RKBラジオおよびLOVE FMに移行）
- さくら色の音楽絵巻（2007年10月 - 2008年3月 日曜 17:10 - 17:40）
- 徳永玲子メローな時間（2008年10月 - 2009年12月、日曜 17:50 - 18:00）
- サワイー日曜日（日曜 17:00 - 17:30）
- 大雅deラジオドラマ（2017年4月 - 9月 日曜 18:30 - 19:00）
- CHiYOのちよっと元気がでるラジオ（ - 2008年3月 日曜 20:00 - 20:15）
- 北田瑠衣のゴルファーズサプリ（日曜 20:00 - 20:15）
- 博多のえくぼ（日曜 20:15 - 20:30）
- 東てるひこのセピアウエーヴ（2003年、日曜 21:30 - 21:55）
- やなわらばーのボンジュールがんじゅー?（2007年4月 - 2007年11月 日曜 21:00 - 21:30）
- 平成アニメっ娘倶楽部
- KBCラジオ カットラ!（ - 2011年3月）
- 増田雄二のイノベーションサウナ（2021年10月 - 2022年3月、日曜 22:30 - 23:00）
- SHA・MO・NAMI RADIO（2020年4月 - 2022年3月、日曜 24:00 - 24:30）
- キャイ〜ンの家電ソムリエ（2009年4月12日 - 2023年3月26日、日曜 11:50 - 12:00）
- 村重杏奈の真夜中クラブ（2022年9月 - 2022年11月、日曜 25:20 - 25:30）

その他
- 南一誠の流行り歌一誠一題[注釈 27]
- 栗之助の縦横無尽（? - 2003年3月）[注釈 28]
- おすぎと幸二のあぶない関係（1990年4月 - 2003年3月）
- JK SPUNKY RADIO（2003年10月 - 2004年9月）
- ひまつぶし軍団（2003年10月 - 2005年3月）
- こだわりマンデー こだマン!（2006年4月 - 9月）
- ドーター・コパのアー・ユー・ハッピー!?（ - 2007年3月 火曜 24:30 - 25:00）
- the Soulの行き当たりばっかり（2006年10月 - 2007年3月 「KBCラジオ カットラ!」内）
- 八女っ娘・一平ちゃんが行く!（ - 2007年3月 水曜 10:35 - 「ブギウギラジオ」内）
- 智子のパチンコ大好き!（火曜 18:35 - ナイターオフのみ 「栗田善成のまずはラジオでおつかれさん」内）
- こだマン!（2006年10月 - 2008年3月 月曜 24:05 - 24:30）
- あげ天!!（2007年4月 - 2008年3月 火曜 24:05 - 24:30）
- ジャンジャン パラダイス（水曜 24:30 - 25:00）
- キジ☆ムナのチムドンドン!（ - 2009年3月 水曜 24:00 - 24:30）
- ドロねんど（ - 2009年9月 木曜 24:30 - 25:00）
- 日経・朝のたまご（2010年4月 - 2010年9月）
- SHOWTA'S VOICE（ - 2010年9月 水曜 24:00 - 24:30）
- ヨネドブ（ - 2010年9月 水曜 24:30 - 25:00）
- 音楽箱・ミュージックボックス（ - 2011年3月）
- 斉藤ふみのくるくるナイト（2006年4月 - 2011年3月）
- 後庵継丸のラジオDEテレビ（テレビ、ラジオ同時サイマル放送）
- 二木清彦 モーニングHI!（1993年4月 - 1996年3月）
- 奥田智子のニュースキッチン
- 阿刀ゆうじのぶっつけ本番
- 宵の口ワイド 穴があったら入りたい（1994年10月3日 - 1996年9月30日）
- 沢田幸二のラジオコング（1998年4月 - 1999年9月）
- Dr.コパの黄金の扉（2006年4月 - 2017年3月 月曜 21:25 - 21:55）
- Rev. from DVLのビタミンRevolution（2014年3月31日 - 2017年3月30日 木曜 24:30 - 25:00）
- おっきーのラジドラ学園（2005年10月 - 2018年3月 火曜 24:30 - 25:00）
- ピーター・川上政行 プラチナライフ（2017年4月 - 2018年3月 日曜 8:00 - 8:30、一部の放送局でも放送していた）
- 鳴花ヒメ・ミコトのミッドナイトラジオ
- アナビアンナイト
- 青木裕司のDeepNight
- 痛快!バッチリラジオ（? - 2023年3月）
- サトケンの買って!?ちょ〜だい!（? - 2023年3月、日曜 7:30 - 7:45）

## パーソナリティ
50音順、*印は九州朝日放送アナウンサー。
あ
- 荒木美穂
- 居内陽平*
- 石井裕二
- 石井しおり
- 石崎佳代子
- 井上志帆子
- 依布サラサ
- いわぶ見梨
- 上田恵子
- 内村麻美
- 岡田理沙*
- 岡本啓
- 太田江莉奈
- 太田祐輔
- 沖繁義*
- 奥田智子*
- おすぎ
- 小田彩加
- おりがみ

か
- 甲斐田貴之
- 加藤恭子*
- 川上政行
- 川崎優
- 木原友香
- 清子女将
- きょんちゃん
- 黒瀬純
- 倉富顕子
- 栗田善太郎
- 栗田善成
- 紘毅
- コウズマユウタ
- 小鹿潤*
- コガ☆アキ
- こだマン
- 小林徹夫*
- 小柳有紀
- コンバット満
- 近藤鉄太郎*

さ
- 斉藤優
- 斉藤ふみ
- サカイスト
- 坂口カンナ
- ザ・ローリングモンキー
- 沢田幸二*
- 椎葉ユウ
- ジェフ太郎
- 杉本ゆさ
- 杉山39
- そよかぜましお

た
- 高木悠来
- 高﨑恵理
- 武内裕之
- 田島芽瑠
- 田中菜津美
- 田上和延*
- CHIHARU
- TOGGY
- トミーQ
- Dr.コパ
- 徳永玲子
- 富田薫*
- とらんじっと

な
- 長岡大雅*
- 中島浩二
- 中島つぐまさ
- 中西智代梨
- 西田たかのり
- 野下史織
- ノボせもんなべ

は
- はじめちゃん
- 馬場阿紀子
- 波田陽区
- 服部さやか
- 林田真心子
- 原直子
- 原田和恵
- 原田らぶ子
- 姫崎愛未
- 百市なるみ
- 平田たかこ
- 平川尚子*
- 深瀬智聖
- 深堀元文
- fumika
- ブルーリバー
- 逸見明正
- 細谷めぐみ*

ま
- 前川清
- まこパーティー
- 増田優香子
- 松岡菜摘
- 松下由依*
- 松村邦洋
- 眞璃子
- ミカエラ・ブレスウェート
- 三澤澄也*
- 宮島明子
- 宮島咲良
- 宮本けいすけ*

や
- 矢野ペペ
- 山﨑萌絵*
- 山田優子
- 山本耕一
- 米岡誠一

ら
- Rev. from DVL
- ルーシー

わ
- 和田侑也*
- 和田安生